# Cultura chavín
La cultura chavín va ser una civilització pre-incaica que es va desenvolupar durant l'horitzó primerenc i va tenir el seu centre de desenvolupament a Chavín de Huántar que està situat entre els rius Mosna i Huachecsa en l'actual departament d'Ancash al Perú.
Tradicionalment, el desenvolupament històric de chavín es considera com un "horitzó cultural" a causa de les seves influències artístiques i religioses presents en altres cultures contemporànies a ella. Gran part d'aquell desenvolupament històric correspon al període formatiu específicament al formatiu mitjà i al formatiu superior que té com a característiques la intensificació del culte religiós, l'aparició de la ceràmica estretament relacionada amb els centres cerimonials, la intensificació del cultiu del blat de moro i la patata, el perfeccionament de les tècniques agrícoles i el desenvolupament de la metal·lúrgia i el tèxtil.
Va ser l'arqueòleg Julio C. Tello (conegut com el «Pare de l'arqueologia peruana») qui la va descobrir i va considerar com la "cultura matriu" o "mare de les civilitzacions andines". Tanmateix, descobriments recents suggereixen que caral del període arcaic tardà és més antiga que chavín. Amb tot i això és encara referent en els treballs generals.
Tello va plantejar que la cultura chavín era d'origen amazònic a causa de les múltiples representacions de la iconografia selvàtica en les seves manifestacions artístiques, especialment en la ceràmica. En el seu màxim apogeu Chavín de Huántar, centre principal chavín, actual Patrimoni Cultural de la Humanitat, va ser un important centre cerimonial i centre d'irradiació cultural, la influència del qual es va estendre per gran part de la costa i serra dels Andes peruans i possiblement fins a Equador i Bolívia.

## Ubicació geogràfica

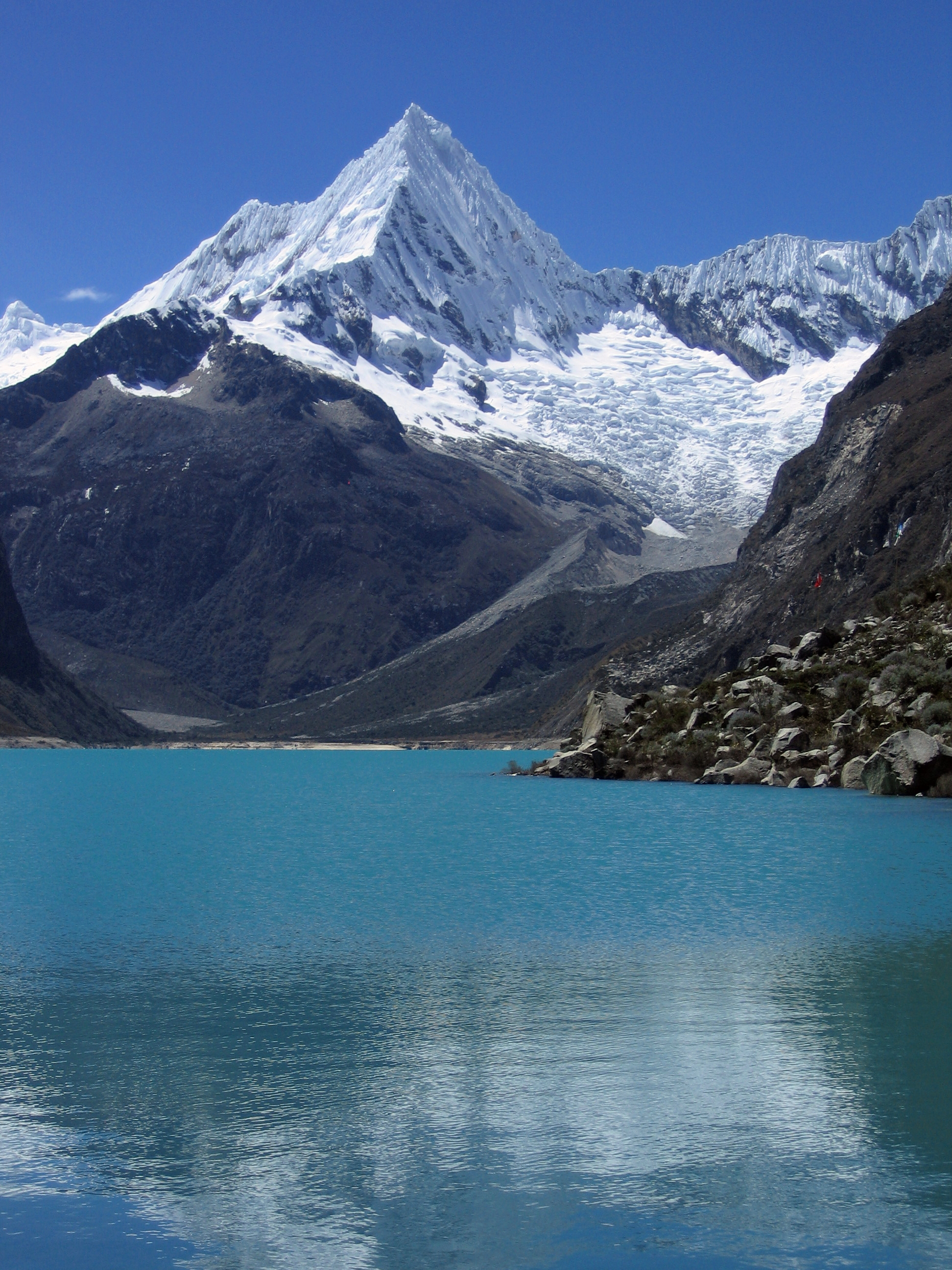
La cultura chavín va tenir el seu nucli de desenvolupament en la província de Huari (Regió d'Ancash), Inclou diversos pisos tèrmics. A la fotografia, la llacuna de Parón a la regió natural de Janca.

El centre cerimonial de la cultura chavín, Chavín de Huántar, està situat a Conchucos en el costat oriental de la Serralada Blanca, en la confluència dels rius Mosna i Huachecsa, afluents del riu Marañón, en l'actual districte de Chavín de Huántar, a la província de Huari, regió d'Ancash. Té com a coordenades 9 ° 35 '33.99 "S, 77 ° 10' 42.43" W i una altitud de 3150 msnm.
El poble chavín es va estendre per gran part de la regió andina abastant pel nord fins als actuals departaments peruans de Lambayeque i Cajamarca i pel sud fins als actuals departaments peruans d'Ica i Ayacucho. Per aquest motiu és considerada una cultura panandina.

## Organització sociopolítica
A l'estat teocràtic chavín els més hàbils pels seus coneixements astronòmics, ambientals del temps i del clima es van destacar en la seva comunitat i van acabar convertint-se en sacerdots i caps. Es distingeixen dues classes ben diferenciades:
- Els sacerdots. La casta sacerdotal, la classe dominant, posseïa coneixements de l'astronomia, del temps i del clima, la qual cosa els proporcionava gran influència i poder. També eren grans tècnics agrícoles, enginyers hidràulics i especialistes en les arts.
- El poble. La classe dominada, conformava la massa popular, és a dir, els agricultors i ramaders, al servei de la casta sacerdotal.

## Activitats econòmiques
Van desenvolupar notablement l'agricultura, la ramaderia, la pesca i el comerç a força de bescanvis entre els pobles de la serra, els costaners i possiblement amb els pobles amazònics.

### Agricultura

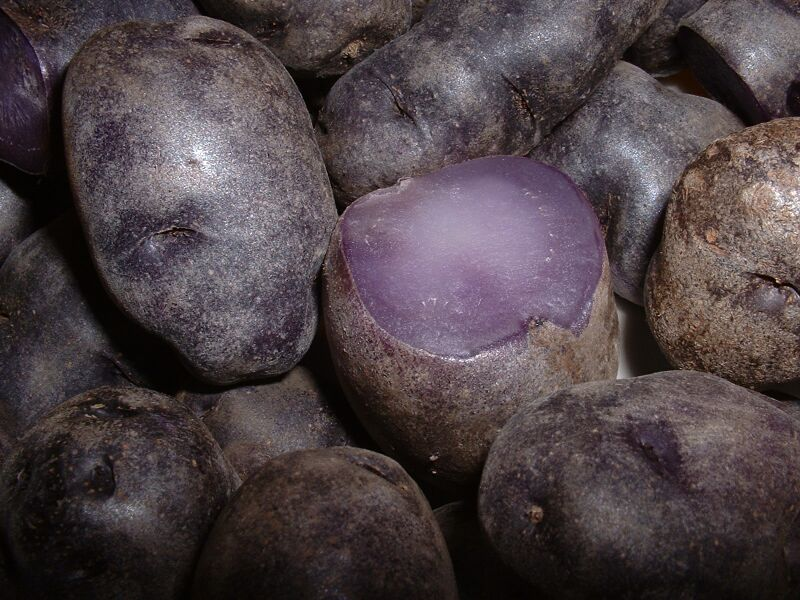
Els chavins van conrear diversos productes entre ells diferents varietats de patates.

Van desenvolupar l'agricultura conreant diversos productes entre els quals figuren el blat de moro i la patata. Altres productes agrícoles van ser:
- Tubercles: ulluco, mashua, oca, moniato
- Lleguminoses: fesols
- Oleaginoses: cacauet
- Condiments: bitxo
- Grans: quinoa, kañiwa
- Fruites: tomàquets, cogombres, alvocats

Entre les tècniques agrícoles destaca l'ús dels canals, també es va iniciar la construcció dels primers andanes i l'ús de la chaquitaclla (arada de peu), que va augmentar la productivitat agrícola.

### Ramaderia

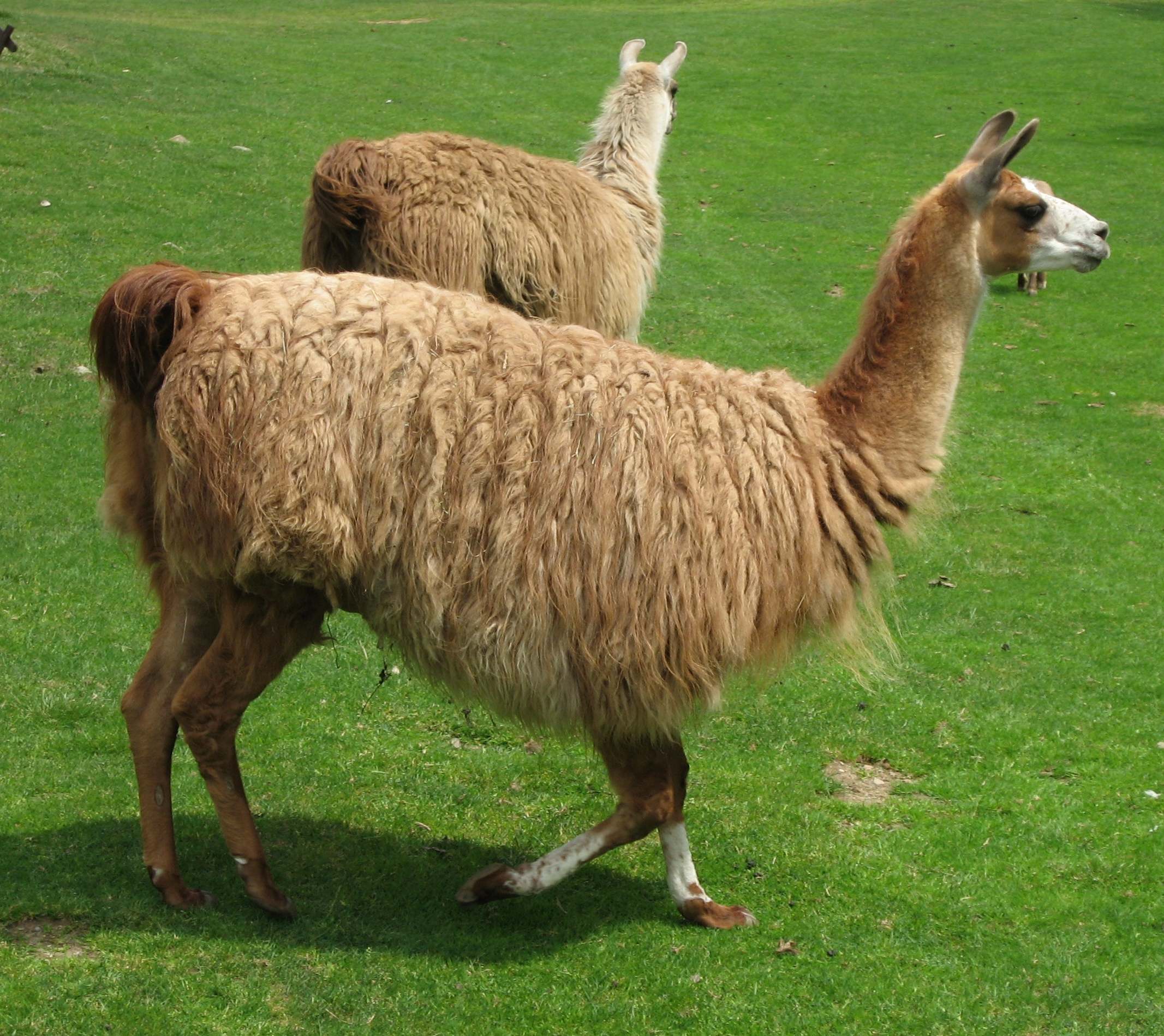
La llama va ser el principal representant de la ramaderia chavín.

Van desenvolupar la ramaderia a base dels camèlids sud-americans (llames i alpaques), així com la criança de conills porquins.

## Manifestacions culturals
La cultura chavín va desenvolupar una expressió artística pròpia que es va manifestar en l'arquitectura, escultura, ceràmica i orfebreria. Representa el primer estil artístic generalitzat en els Andes, però sens dubte es van beneficiar de les innovacions aportades per cultures anteriors, com Sechín, Las Haldas, Pampa de las Llamas-Moxeke, i, més enrere en el temps, Caral. Un estil estretament relacionat amb Chavín és el de Cupisnique, que es va difondre per les valls de la costa nord, i que sembla més antic que el de chavín, segons el que va sostenir Rafael Larco Hoyle.
Els chavins treballar alguns metalls com l'or, la plata i el coure, així com la pedra, la fusta, l'os i les pedres precioses. Amb els metalls preciosos van fabricar ornaments d'ús personal. La pedra va ser emprada en la construcció d'habitatges, escultures i la fabricació d'estris com atuells, batans i morters. Usaven la fusta i l'os en la fabricació de llances, espàtules, punyals i armes llancívoles. I amb les pedres precioses com el quars, el lapislàtzuli i l'atzabeja, feien miralls i multitud d'objectes d'adorn.
L'art chavín és bàsicament naturalista, i els temes principals són els éssers humans, aus, serps, felins, altres animals, plantes i petxines.

### Orfebreria

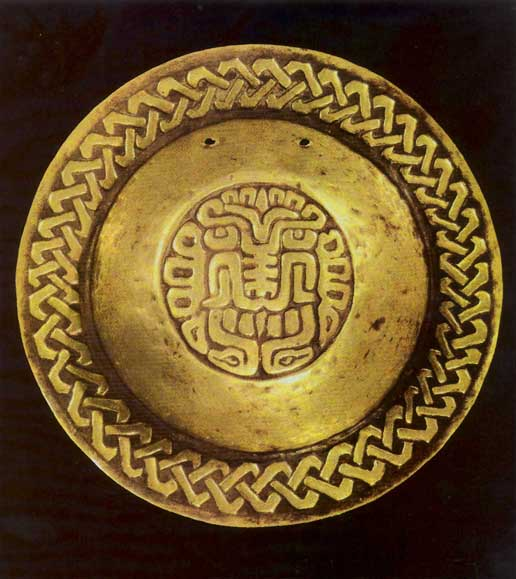
Els chavins treballar diversos metalls com l'or i la plata. A la imatge, un ornament d'or trobat a Chongoyape.

Modelaven mitjançant el martellejat i el repussat, confeccionant diademes, braçalets, anells, orelleres, comptes de collar i petits adorns. Algunes mostres d'aquests treballs van ser trobades a Chongoyape i Kuntur Wasi. L'alta qualitat de l'or fa suposar que procedien dels rentadors dels rius amazònics.

### Tèxtil
Utilitzant com a matèria primera el cotó i la llana, es feien tapissos i teixits. Aquests podien ser simples, brodats i amb adorns a base d'orles i serrells. A la costa, segons Julio C. Tello "apareixen vestigis de filatures i confecció tèxtil, com ara fusos i fragments de teixits de llana i de cotó. Aquests són de tècnica primitiva a base de xarxa de malla, gasa, acordonat, lligat, trenat, calat, etc., Segons les mostres trobades a les cavernes de Cerro Colorado a Paracas, un tros nuat procedent de les tombes de Cerro San Pedro de Ancón i multitud d'objectes de cistelleria i de confecció d'estores". Un altre teixit trobat a Ica és la tela pintada on s'observen els personatges religiosos de la cultura chavín que, segons alguns arqueòlegs, seria un catecisme destinat a difondre el culte religiós d'aquella cultura.

### Ceràmica

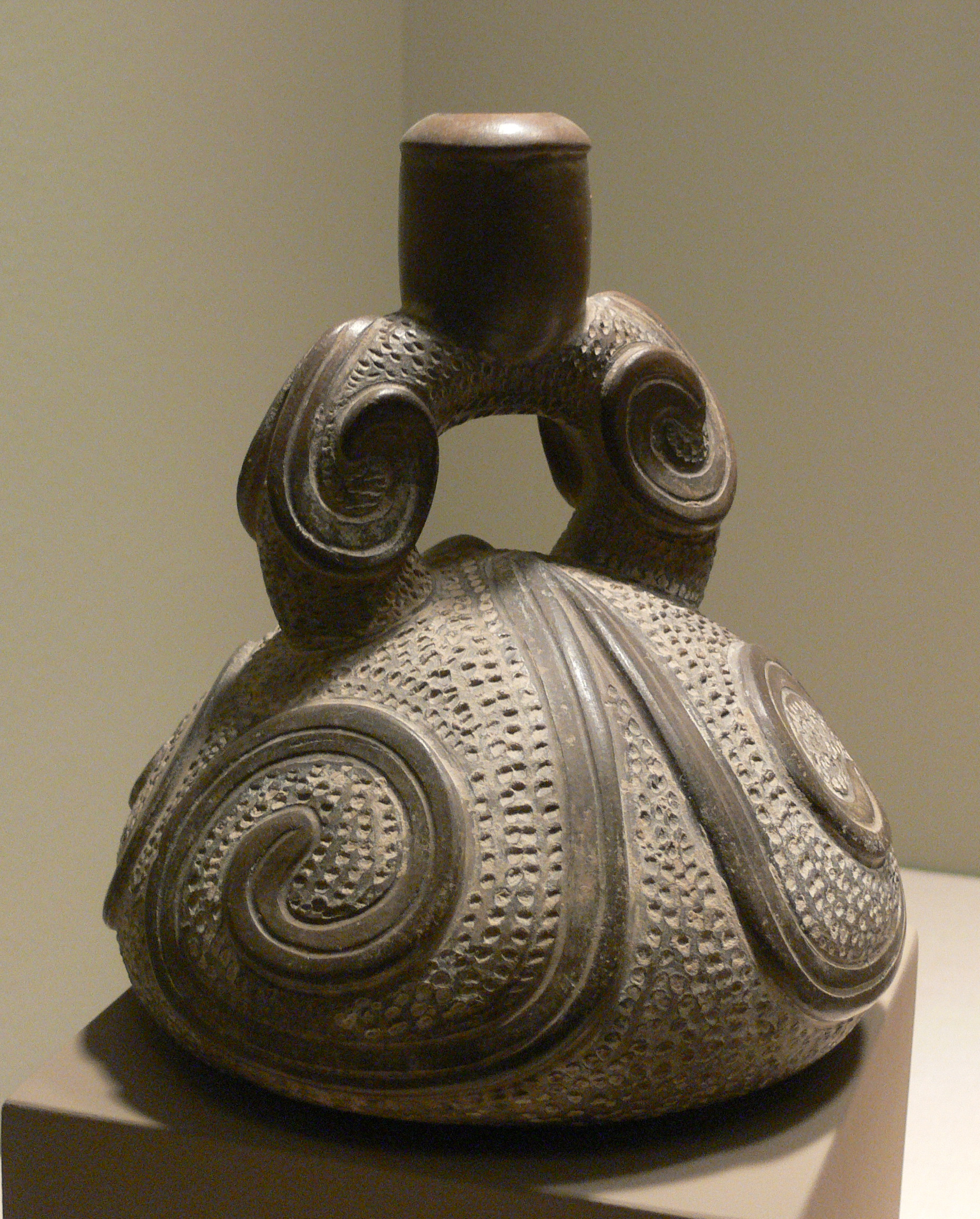
La ceràmica chavín té una forma globular amb ansa estrep i base plana com la mostrada a la figura.

La ceràmica va ser molt extraordinària. És generalment monocroma, en algunes ocasions és decorat amb colors vermell i negre-plata. S'afegeix una sèrie de puntuacions. Entre els éssers més representats figuren: éssers zoomorfs (felins, micos, llangardaixos, serps i aus), fitomorfs (tubercles) i antropomorfs. Els colors més usats van ser: gris, marró i negre.
Hi ha dues classes de ceràmica chavín:
- Ceràmica utilitària: per a l'ús comú de la gent del poble.
- Ceràmica cerimonial: per a les pràctiques rituals.

Hi ha dos estils que són:
- Estil chavín de Huántar, el qual comprèn dues fases:
  - Època roques. Les característiques són: forma globular, base plana, nansa estrep acabant en pic, a més d'atuells i bols de fins a 50 cm de diàmetre.
  - Època ofrenes. En aquesta fase els brocs (colls) són més prims i la seva forma és campanulada.
- Estil perifèric. El més conegut és el Cupisnique: té la forma de càntirs globulars amb base plana i un arc que remata en un tub recte.

### Escultura chavín

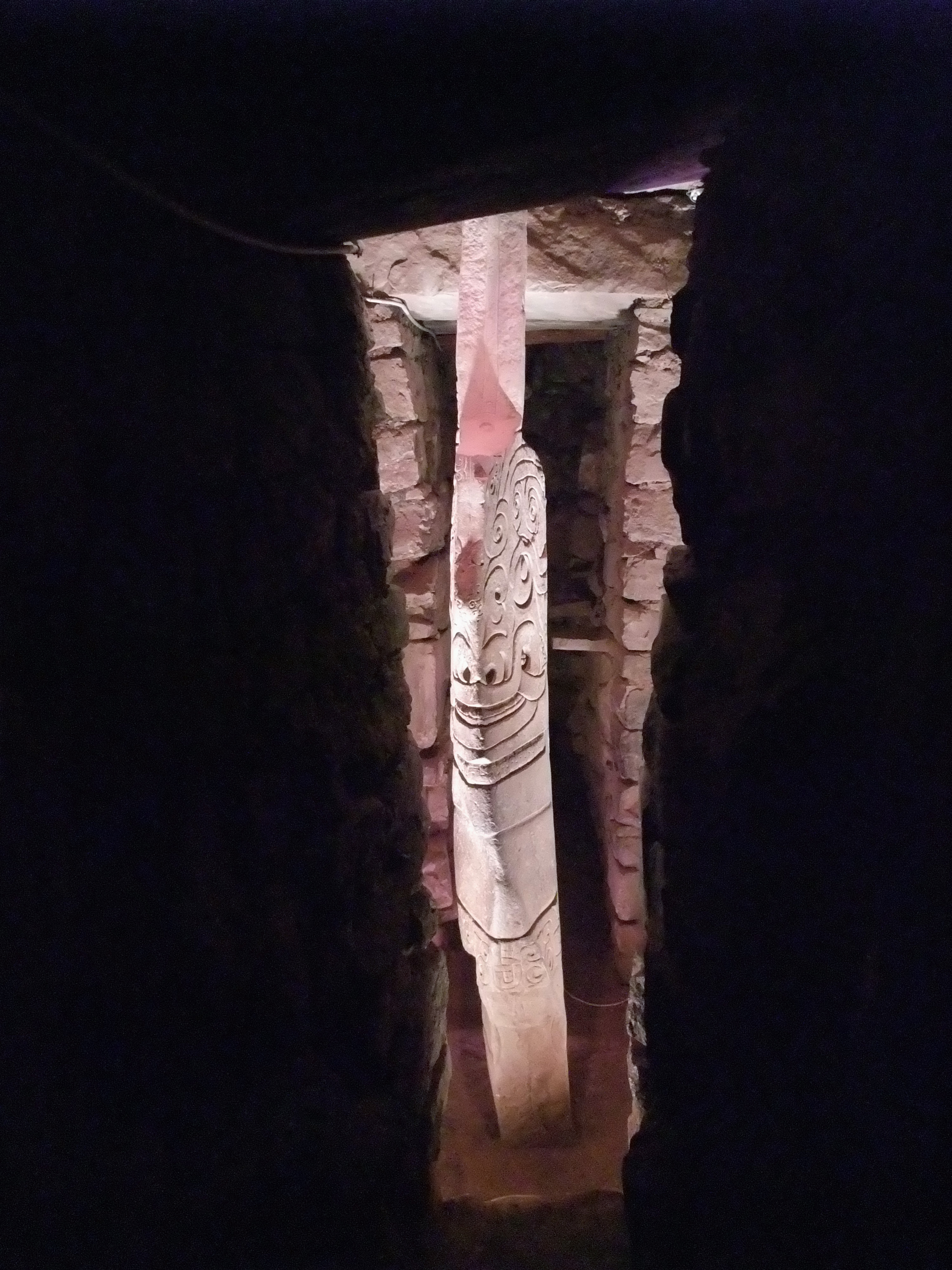
El lanzón monolític. Té la forma d'una gegantina punta de projectil i es troba en un dels corredors del Temple Vell de Chavín. Representa un déu antropomorf amb boca de felí i cabellera de serps.

Les seves característiques generals és que van ser fetes de pedra (art polític) amb èmfasi religiós. Les escultures més rellevants són els monòlits, les esteles i els caps clavats.

#### Lanzón monolític
El lanzón monolític (que representa un déu amb el rostre ferotge) és una escultura de 5 m d'alçada que està clavat enmig d'un espai reduït de forma quadrangular, dins d'un creuer que està sota terra, a la part cèntrica del Temple Antic del complex arqueològic de Chavín de Huántar. Va ser batejat com a "Lanzón" per la seva forma de punta de projectil gegantí (llança, d'aquí el seu nom en castellà) encara que aquesta denominació és errònia, ja que en realitat es tracta d'un wanca o pedra sagrada, de primordial importància en el culte religiós. La raó de la seva peculiar forma és encara matèria de discussió; possiblement va ser tallat per simular la forma d'un ullal. En la seva superfície està llaurada la imatge d'un déu amb trets antropomorfs i zoomorfs (entre aquests últims destaquen els cabells i celles en forma de serps, la boca amb dos grans ullals i les mans amb urpes felines). Possiblement era la principal divinitat del Temple Vell de Chavín de Huántar i és bàsicament similar al déu representat en l'Estela Raimondi (la seva principal diferència amb aquesta és que no porta bàculs).

#### Obelisc Tello
L'Obelisc Tello (en la superfície es troba llaurada la representació de dues deïtats mítiques, o en tot cas, un déu doble) és una escultura política de forma de prisma, de 2,52 m, esculpida en les quatre cares. Representa una divinitat complexa, existint diverses interpretacions sobre la seva naturalesa: una "doble divinitat" o déu hermafrodita amb cap de felí (Tello), la unió de dos caimans (Rowe), o un déu au amb boca de felí o "felí volador ", desdoblat lateralment (Kauffmann). En tota la seva superfície es representen multitud d'altres elements: homes, aus, serps, felins i plantes (carabassa, bitxo, cacauet, iuca, etc.). La fama de l'Obelisc Tello és atribuïble a la riquesa iconogràfica chavín que conté. Es tracta de la figura iconogràfica més complexa dels objectes chavines. Com ja fou assenyalat, l'art chavín és bàsicament naturalista, i els temes principals són els éssers humans, aus, serps, felins, altres animals, plantes i petxines. Formes idealitzades d'aquests elements estan cobertes amb abundants elements més petits, sovint com a substitució metafòrica, en algunes seccions del cos representat a l'Obelisc Tello.

#### Estela Raimondi
L'estela Raimondi (que representa un déu amb dos bàculs a les mans) és un monòlit de granit polit d'1,98 m de costat per 0,74 m d'ample, tallat en només una de les seves cares. Representa a un déu amb trets felins amb els braços estesos sostenint a cada mà una vara o bastó. Similar representació apareix també en altres escultures de cultures andines posteriors, com la Tiahuanaco i Huari, on es coneix com a Viracocha o la "Divinitat dels dos Bàculs".
Aquest monòlit rep el seu nom com homenatge al naturalista italià Antonio Raimondi, qui va impulsar el seu trasllat a Lima per al seu estudi i conservació (1874). Va ser exhibit a l'antic Parc de l'Exposició. Es va salvar del pillatge de les tropes d'ocupació xilenes el 1881, en caure a terra mostrant només la seva part posterior, que és llisa, de manera que els saquejadors van pensar que es tractava d'una simple llosa de pedra sense més valor. És per aquesta fortuïta ocurrència que el Perú va poder conservar aquesta valuosíssima peça escultòrica. Actualment es conserva al pati del Museu Nacional d'Arqueologia Antropologia i Història del Perú.

#### Estela de Yauya
L'Estela de Yauya és un monòlit en forma de prisma en una de les cares es troba llaurada la figura d'una ser mític. Actualment està trencada en quatre parts. El seu fragment principal va ser descobert prop de la localitat de Yauya (Ancash) per Tello en 1919, qui el va batejar amb aquest nom. Els altres fragments van ser descoberts entre els anys 1960 i 1990. Prenent com a referència aquests fragments es té una idea total de la forma original del monòlit. Mesurava 3 m d'alt, 50 cm d'ample i 18 cm de gruix. Sobre els seus relleus existeixen diverses interpretacions. Segons Tello, es tracta de la representació d'una divinitat ictiomorfa o amb forma de peix, es basa principalment en els dissenys que semblen vèrtebres de l'espinada d'un peix i escates estilitzades. Segons Rowe és la imatge d'un caiman. Segons Kauffmann representa un felí volador, i interpreta com a plomes el que a Tello li van semblar escates.

#### Caps clavats

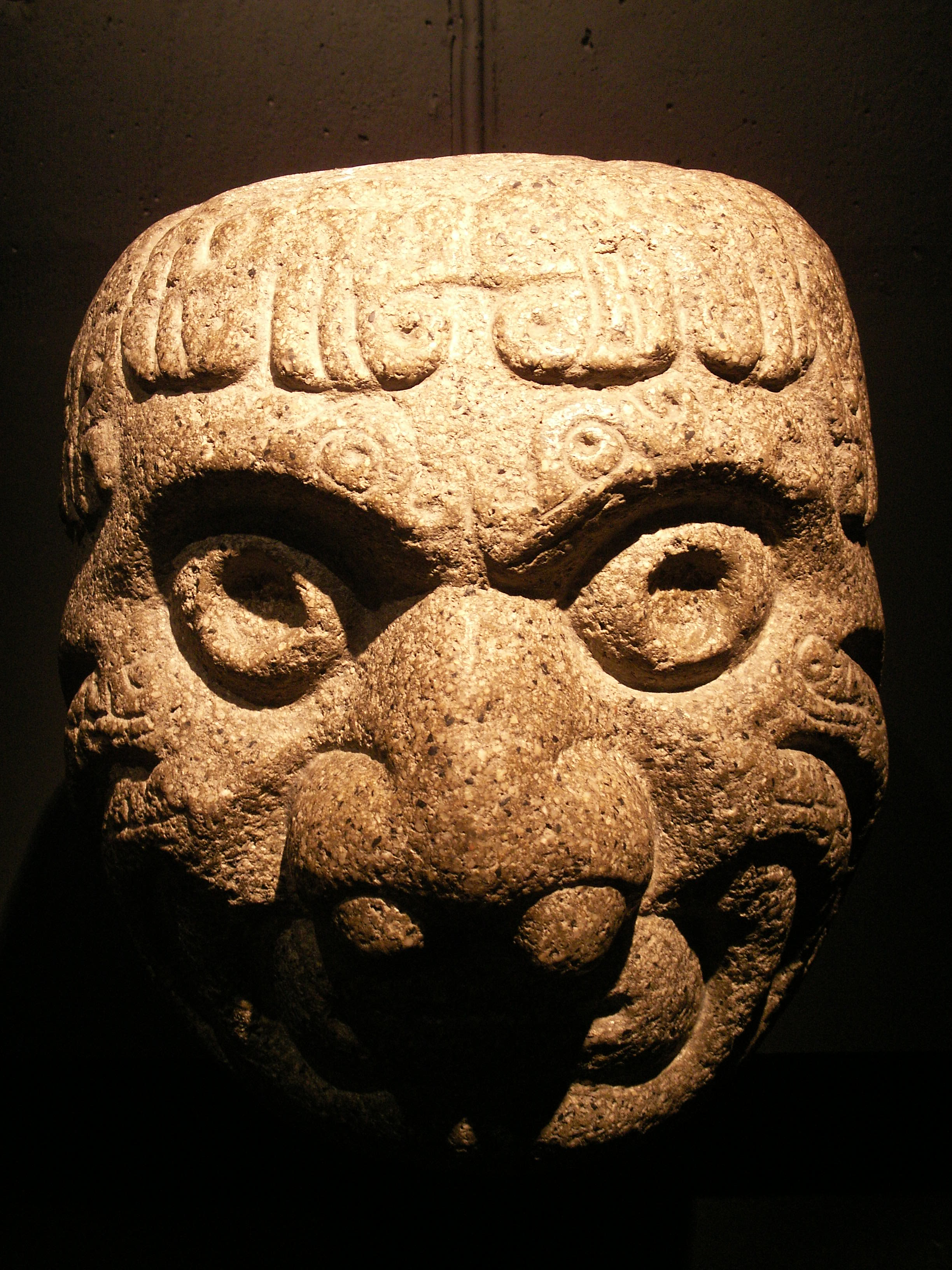
Cap clavat. Els caps clavats són escultures polítiques que exornaban els murs dels temples chavins.

Els caps clavats són paquets escultòrics que representen caps de deïtats, fetes en diferents mides. Tots tenen una estructura allargada a la part posterior, amb la qual eren inserits en els murs del Temple principal o Castell de Chavín. En uns casos presenten trets antropomorfs i en altres zoomorfs (felí i au de rapinya), o bé una combinació d'ambdós, a l'estil de la figura del Lanzón monolític.
Sobre la seva funció, alguns investigadors afirmen que feien el paper de fers guardians dels temples, o possiblement espantaven als mals esperits. Segons Tello, representen caps trofeus dels seus enemics, costum molt arrelat a les zones selvàtiques, el que encaixava en la seva tesi de l'origen selvàtic de la cultura chavín. Altres estudiosos pensen que podrien ser retrats dels sacerdots chavins (en el marc de rituals religiosos on s'usaven substàncies al·lucinògenes, els efectes en els rostres dels sacerdots estaria retratat al·legòricament a cada cap clau, a manera de seqüència).

### Arquitectura
L'arquitectura es va difondre per tot el territori, i ea va caracteritzar per les estructures en forma d'U, plataformes, piràmides truncades, places enfonsades i rectangulars i pous circulars. Les seves construccions van ser majorment lítiques (fetes de pedra) encara que en alguns llocs, especialment a la costa, també van utilitzar el fang i tova.
El principal exemple de l'arquitectura chavín és el santuari de Chavín de Huántar la construcció del qual pot dividir en dues fases: la primera fase correspon a la construcció del "Temple Vell" (1200-500 aC), i la segona, que correspon a la construcció del "Temple Nou" (500-200 aC). El disseny del temple no hauria resistit a l'accidentada vall recorreguda pel riu torrentoso de Mosna, però els chavins van crear un sistema de drenatge amb dos propòsits: un que permetia el pas de les aigües per sota del temple i un altre amb la intenció de produir sorolls rugents com d'un immens felí. Això faria que el temple de Chavín de Huántar semblés estar rugint com un jaguar. El temple està construït amb granit, pedra calcària blanca, pedra calcària negra i fang.
Altres centres cerimonials importants van ser:
- Kuntur Wasi (Cajamarca).
- Pacopampa (Cajamarca).
- Chongoyape (Lambayeque).
- Garagay (Lima).

Cal assenyalar que alguns d'aquests "centres cerimonials" van sorgir molt abans de la construcció del santuari de Chavín de Huántar, i que aquest lloc no va ser l'únic centre de difusió cultural del formatiu andí, com va creure Tello, sinó que aquest paper el va exercir simultàniament una altra cultura, situada a la costa nord, la cultura cupisnique, el centre principal va ser Huaca de los Reyes, al complex de Caballo Muerto (La Libertad).

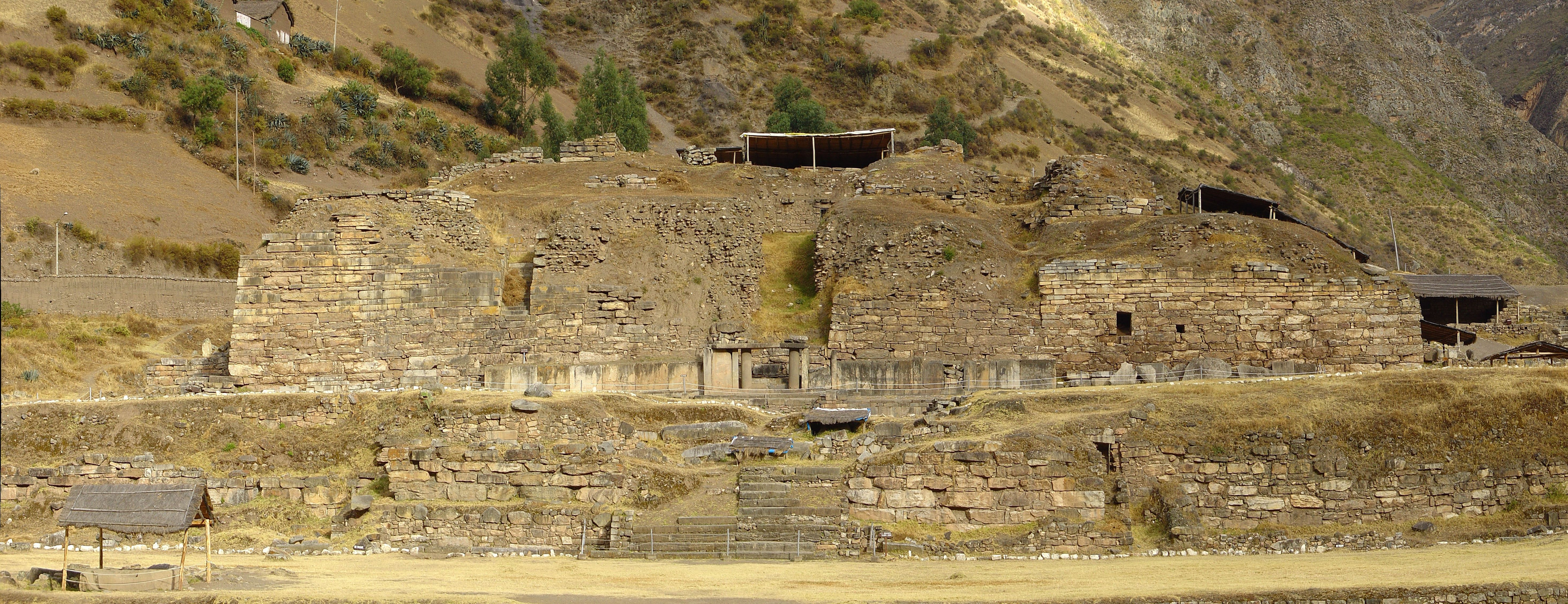
Vista frontal del castell al jaciment arqueològic de Chavín de Huántar.

## Religió

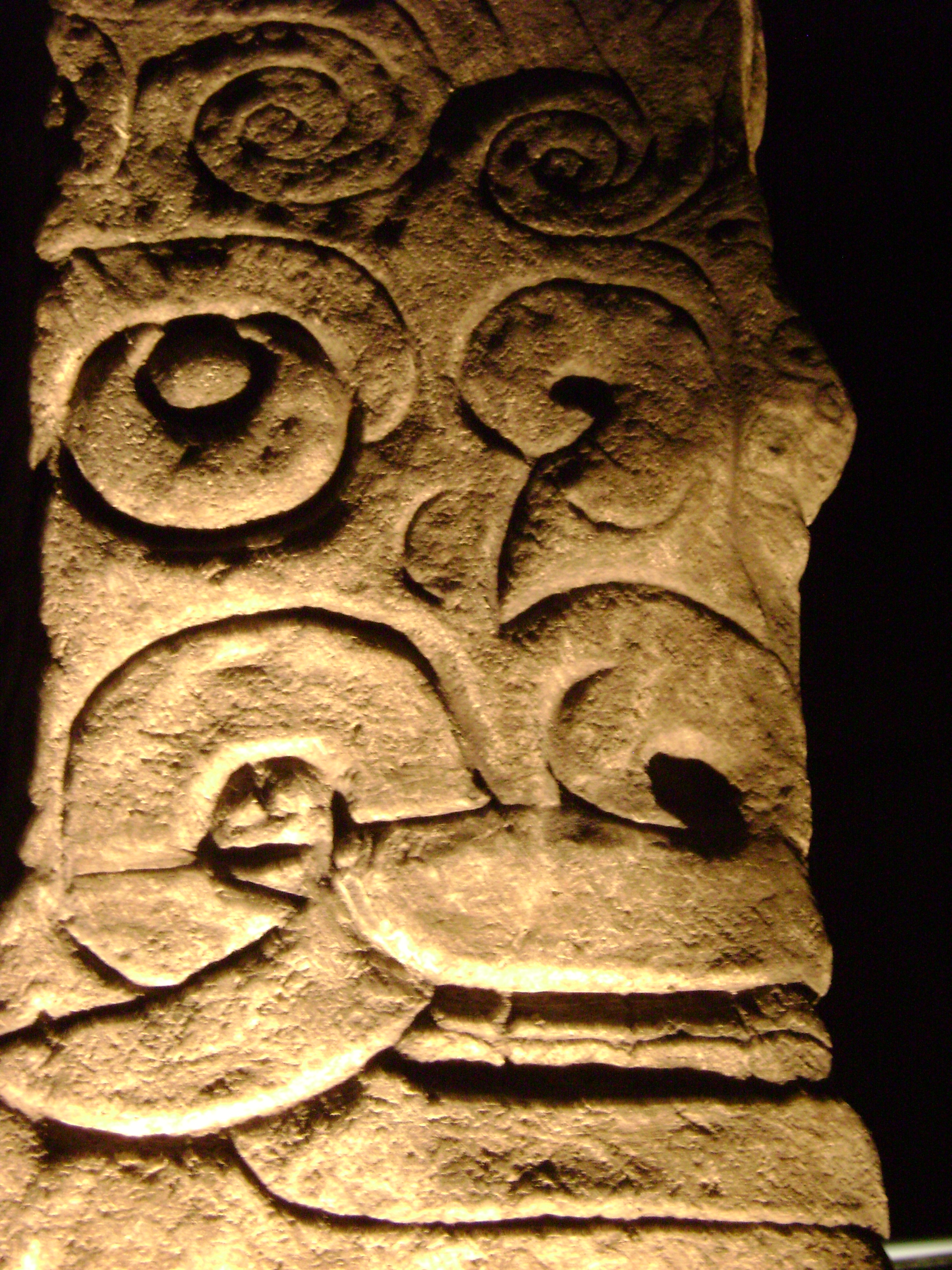
Detall del rostre del déu representat al Lanzón monolític.

El poble chavín va ser politeista i va adorar a déus terrorífics. Segons Tello, la religió chavín hauria tingut influència selvàtica, ja que les seves escultures mostren éssers sobrenaturals, amb trets felins com el jaguar o el puma, caimans, serps i diverses aus andines com el còndor i el falcó. El culte chavín es va estimular a causa del progrés tècnic assolit en la producció agrícola, en el desenvolupament tèxtil, en la pesquera (ús de grans xarxes de pesca), a l'orfebreria i la metal·lúrgia del coure. Aquests avenços tècnics van impulsar el desenvolupament econòmic i van conduir a la construcció de molts centres cerimonials.
El lloc sagrat de Chavín de Huántar va ser indubtablement un punt central per als rituals religiosos. La vestimenta i la música tenien part important en les cerimònies importants. La religió chavín va tenir com a cap principal a una casta sacerdotal, és probable que existís la figura d'un "Gran Sacerdot", com en la jerarquia religiosa incaica.
Per Tello, l'anomenat "déu dels bàculs" o "déu felí", considerat el principal del panteó chavín, era la més antiga versió de la imatge de déu Viracocha, que temps després apareix difosa a tot el món andí. La més imponent de les representacions d'aquest déu chavín apareix a l'Estela de Raimondi: té una forma antropomorfa en posició frontal amb els braços estesos en els quals sosté dos bàculs, presenta cabells en forma de serps estesos i una boca felína. Però tot indica que aquesta deïtat no va ser una creació chavín, perquè moderns descobriments arqueològics han tret a la llum representacions de deïtats similars, amb ullals de felí, en diversos llocs cronològicament anteriors al santuari de Chavín (com a Sechín Bajo i Huaca de los Reyes). No obstant això, és probable que fossin els chavins els que van difondre el seu culte per gran part del món andí. Se'l veu també present en l'art de la cultura paracas, que coincideix amb la fase final de chavín. A l'horitzó mitjà aquest mateix déu (o potser un altre amb trets similars) es troba representat en l'art tiahuanaco i en l'art huari.
Segons una teoria, la religió chavín implicava la transformació de l'ésser humà a un altre a través de l'ús de substàncies al·lucinògenes. Moltes escultures representen la transformació d'un cap humà a un cap de jaguar. L'ús de substàncies al·lucinògenes per a fins religiosos era comú segons les troballes arqueològiques trobades. Els sacerdots chavins utilitzaven Echinopsis pachanoi (ayahuasca), donada les seves propietats al·lucinògenes. Són sovint representades en les imatges tallades, per exemple en la imatge d'un déu que porta el cactus a la mà com un pal. Hi ha imatges que representen figures humanes amb fuites de mucositat del nas (un efecte secundari resultant de la utilització d'aquests al·lucinògens). La droga que conté el cactus posava als sacerdots en trànsit, per tant "més a prop dels déus", i altres beneficis, que els va permetre millorar la seva visió (dilatació de les pupil·les) i penetrar en les profunditats del temple en la foscor absoluta.
La iconografia de figures antropomòrfiques amb trets de felí i d'altres animals és una característica important de la cultura chavín. Totes aquestes deïtats són representades en les diferents manifestacions culturals com en la ceràmica, la metal·lúrgia, els teixits i les escultures.

## Iconografia
En no haver-se conservat els relats mítics d'aquesta llunyana època (cap al 1000-200 aC) hi ha una diversitat d'interpretacions sobre les figures representades en les escultures chavins. Es parla així d'un "déu jaguar" importat de la selva; altres han vist representacions estilitzades de caiman, au o aranya. L'arqueòleg Federico Kauffmann Doig ha fet notar que aquestes interpretacions dispars sorgeixen de la contemplació aïllada, fora del context iconogràfic andí del qual forma part Chavín. Comparant amb altres iconografies contemporànies i posteriors, Kauffman sosté que la divinitat representada en els monòlits de Chavín és bàsicament un ésser híbrid: meitat home amb boca tigrada i meitat au de rapinya, al qual ha anomenat piscoruna-pumapasim (quítxua: home-au amb boca tigrada). Aquest "felí volador" estaria relacionat amb el culte a l'aigua, de tanta importància en les civilitzacions agrícoles del Perú antic.

## Galeria

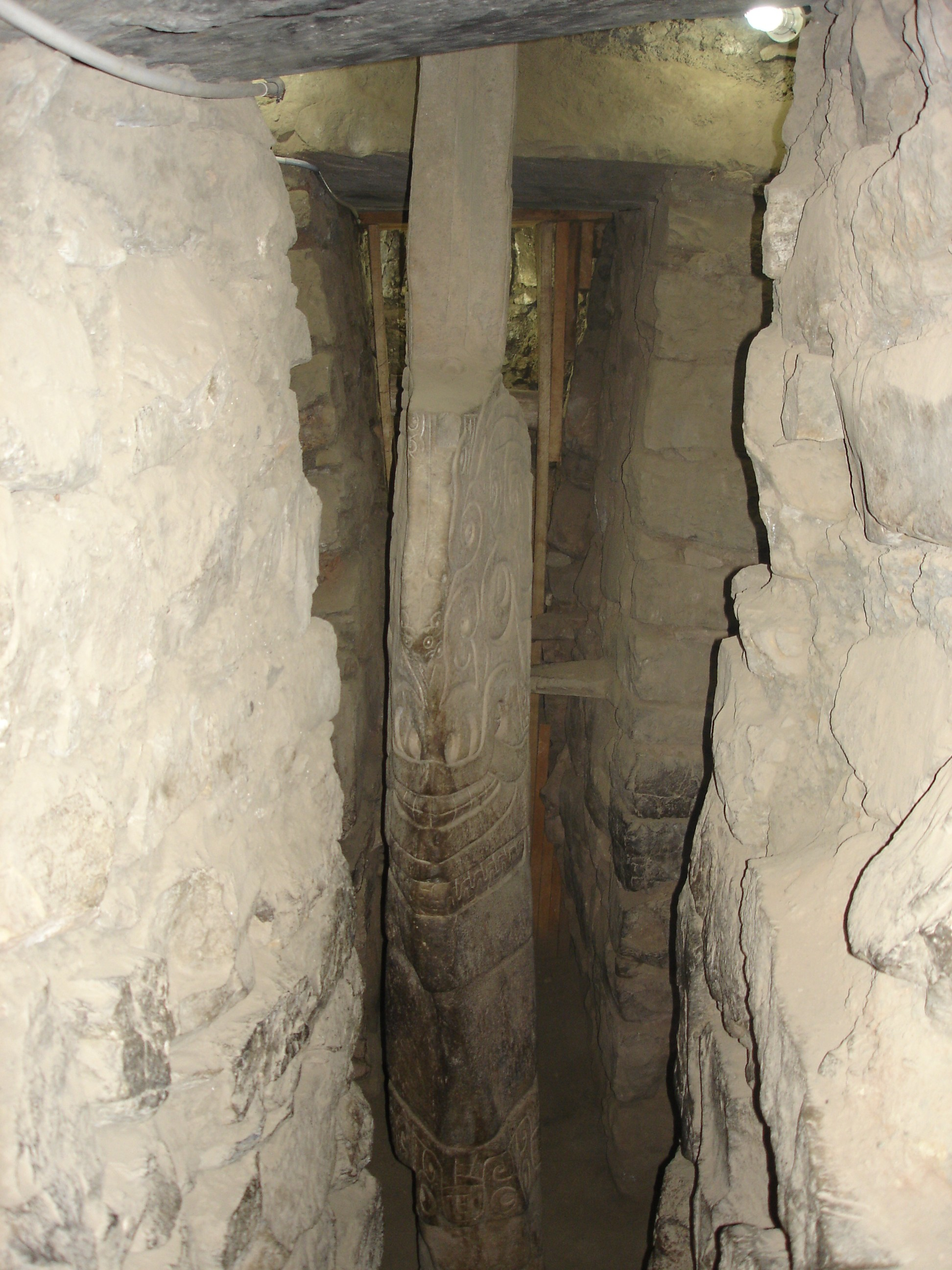
.
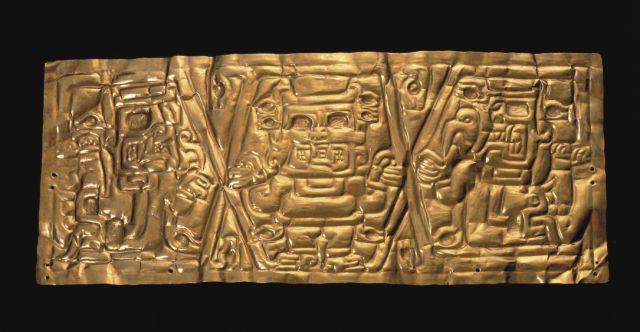
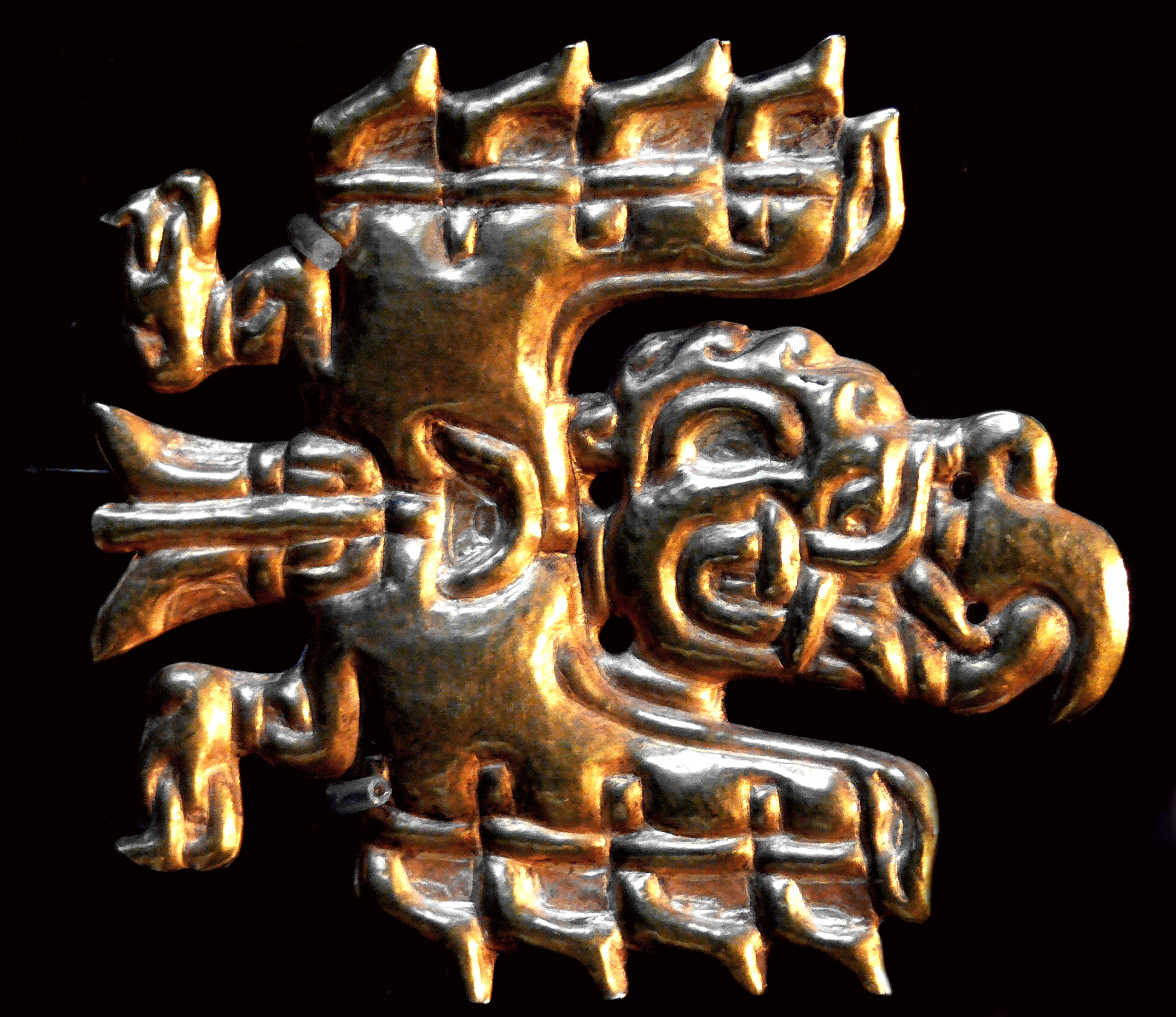
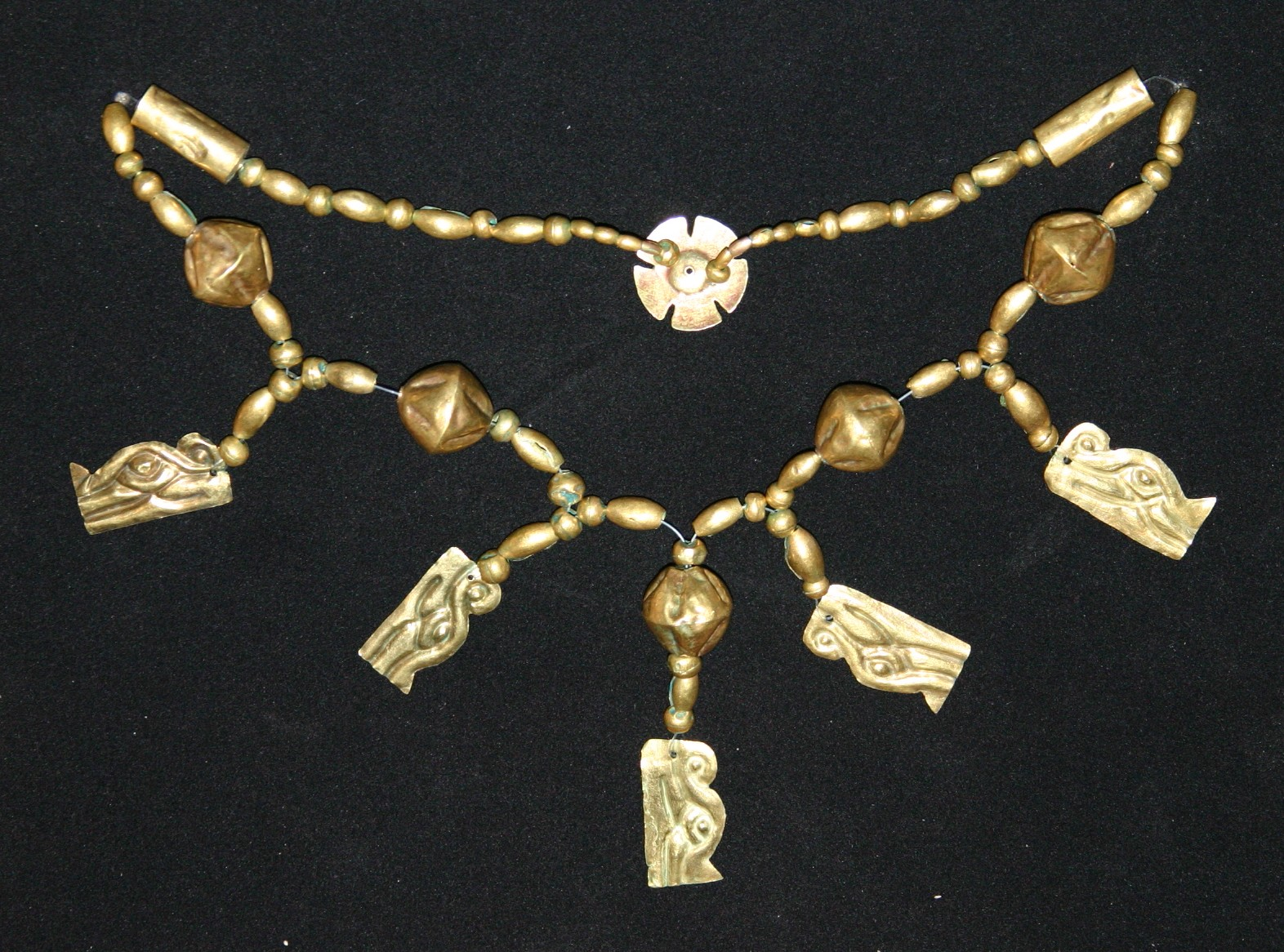
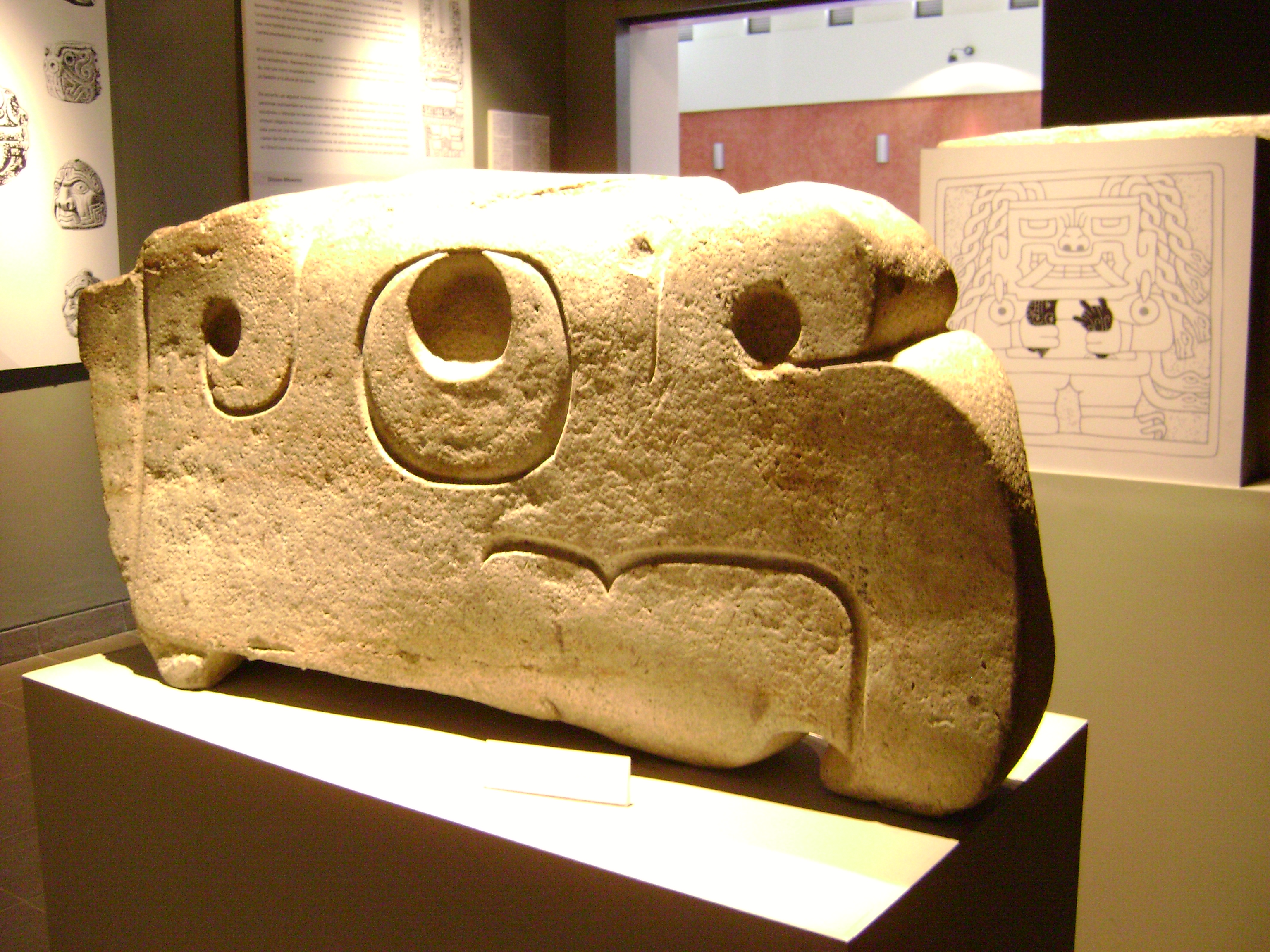
.
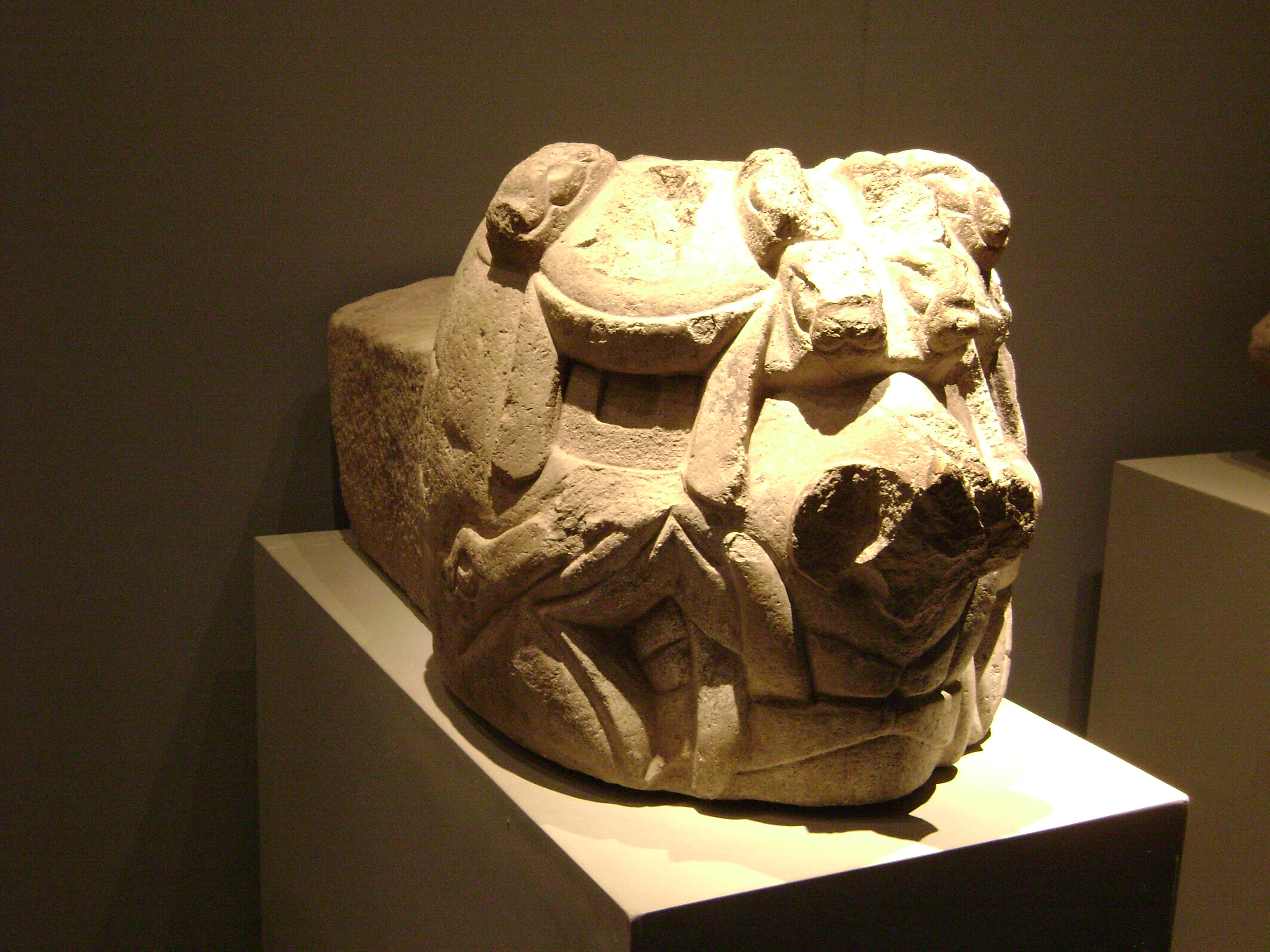
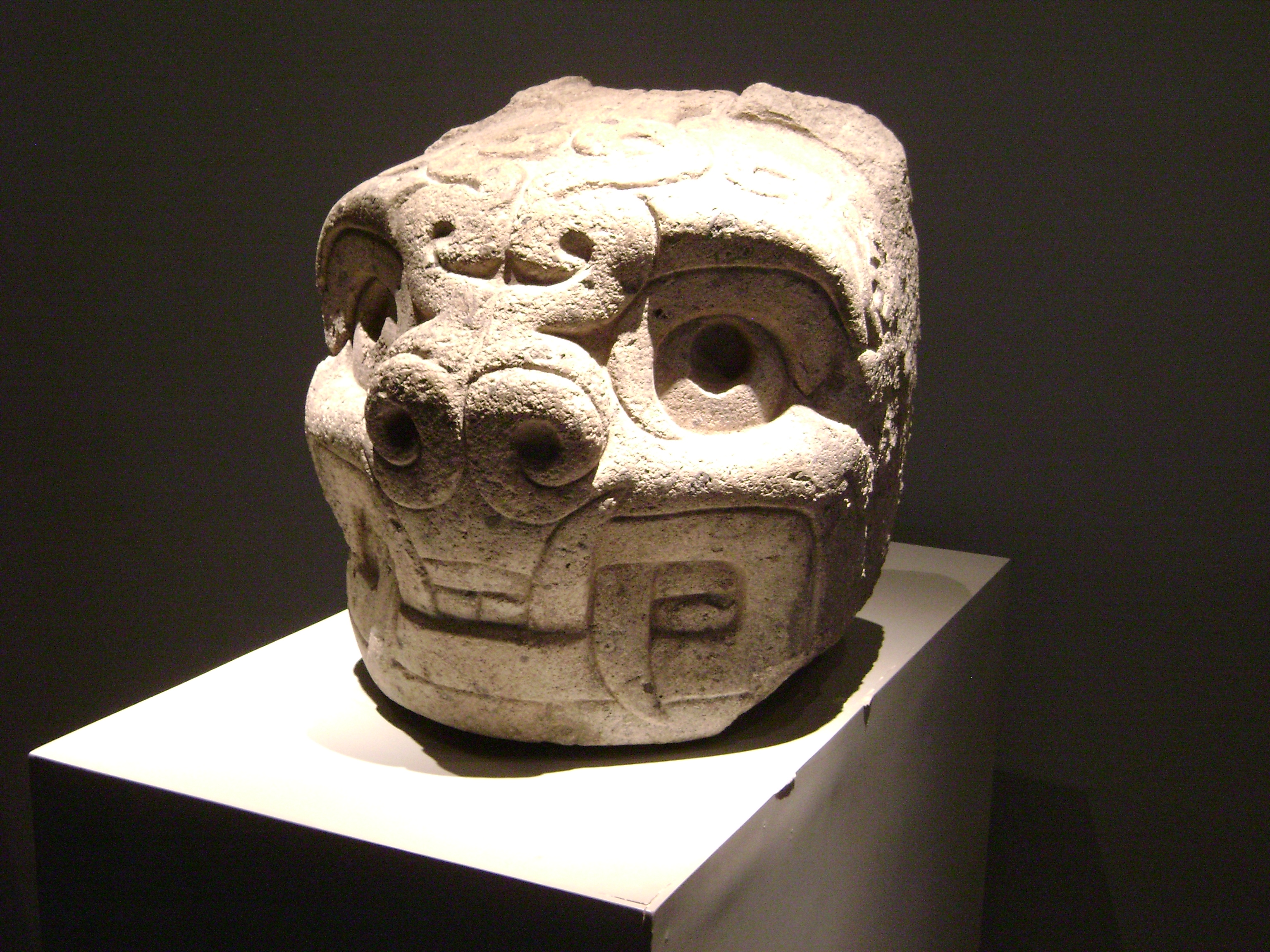
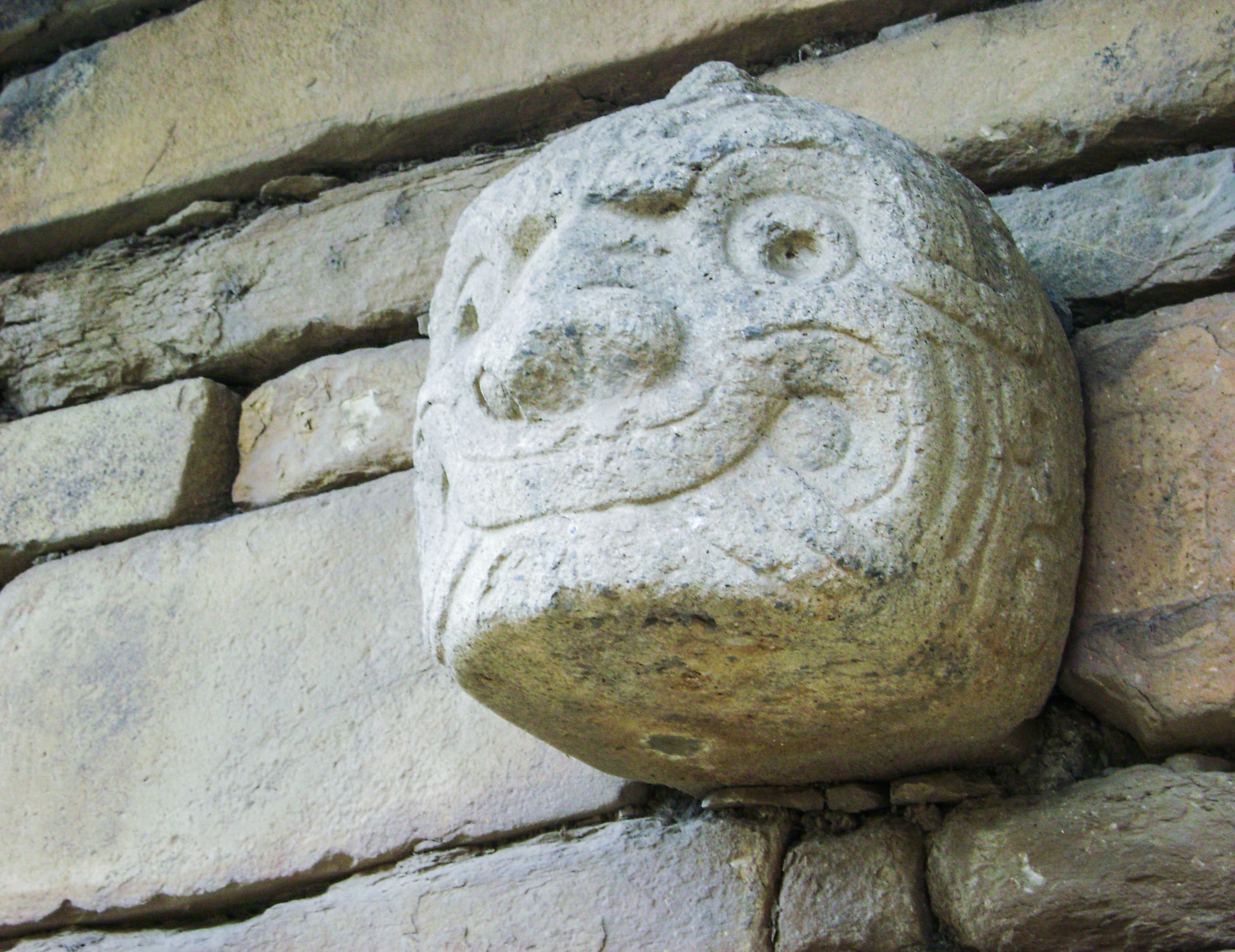
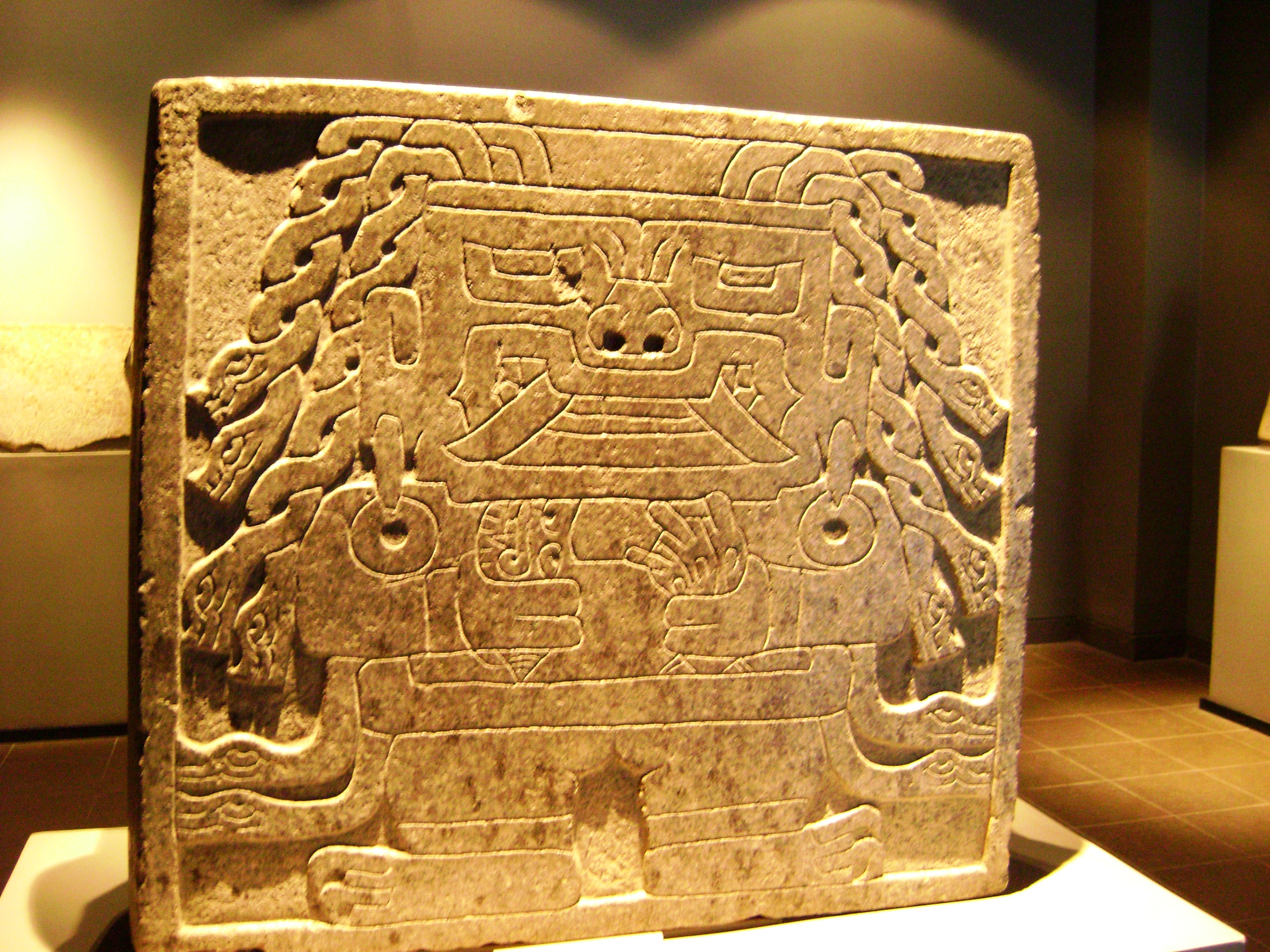
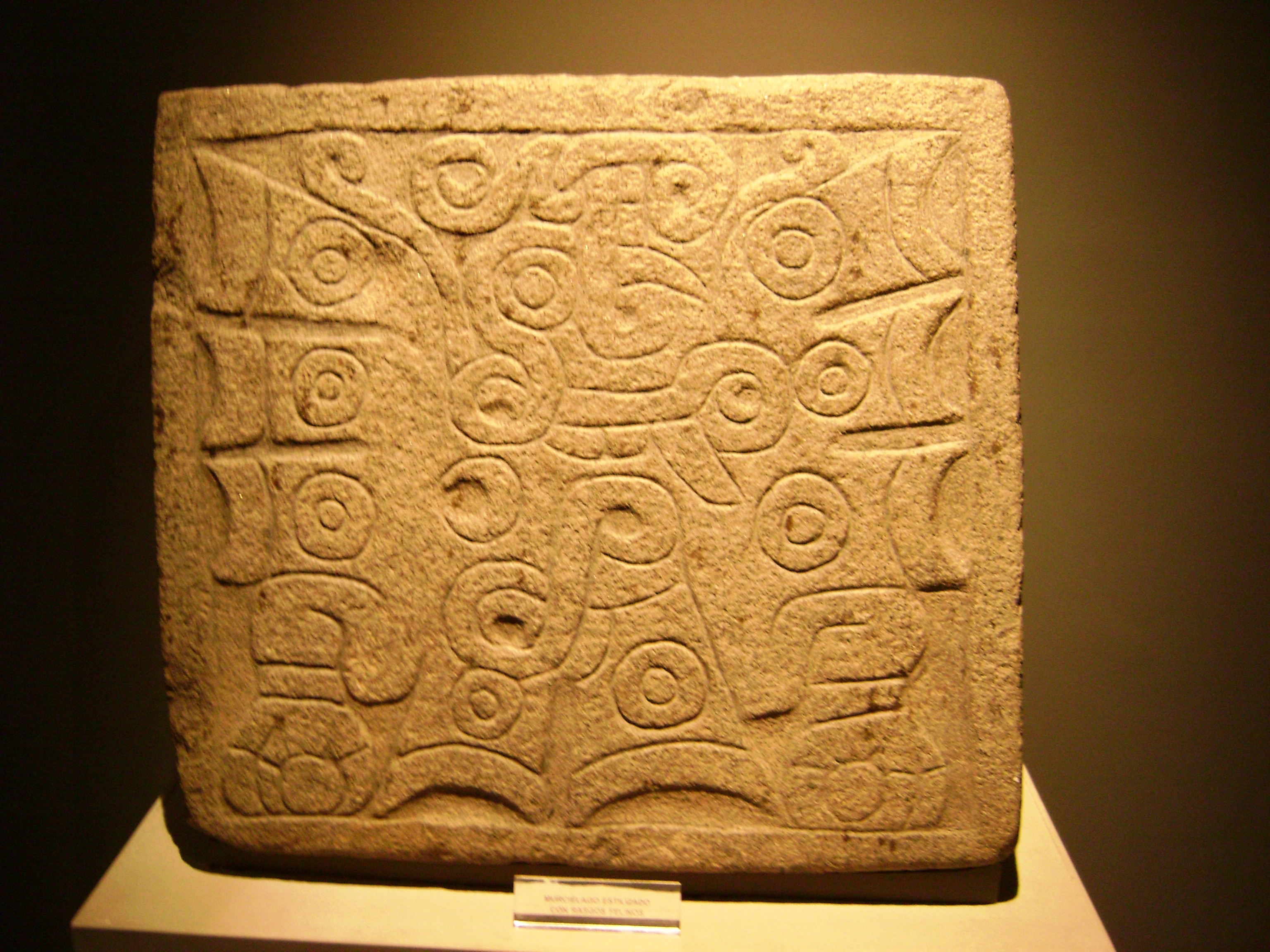
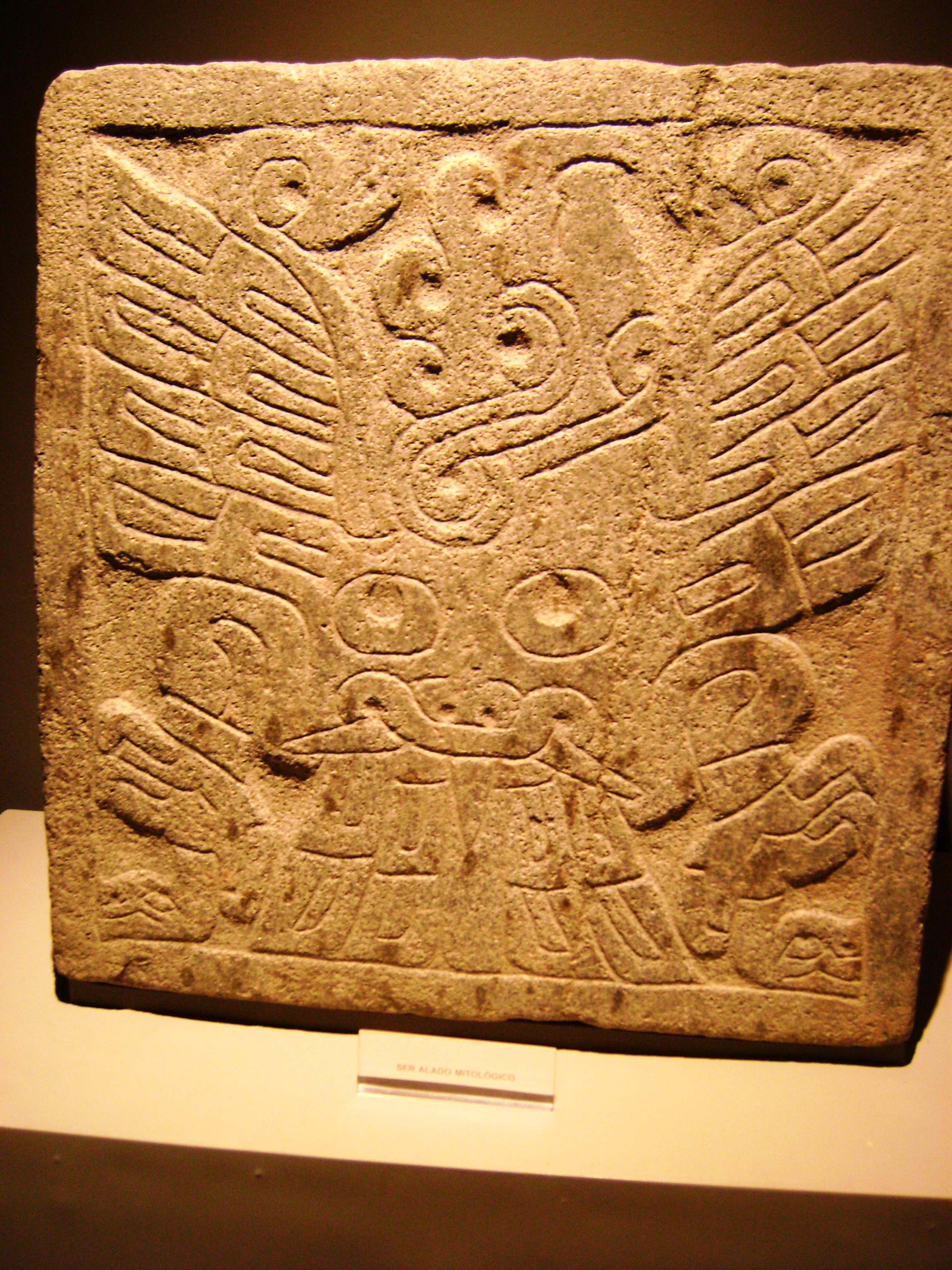
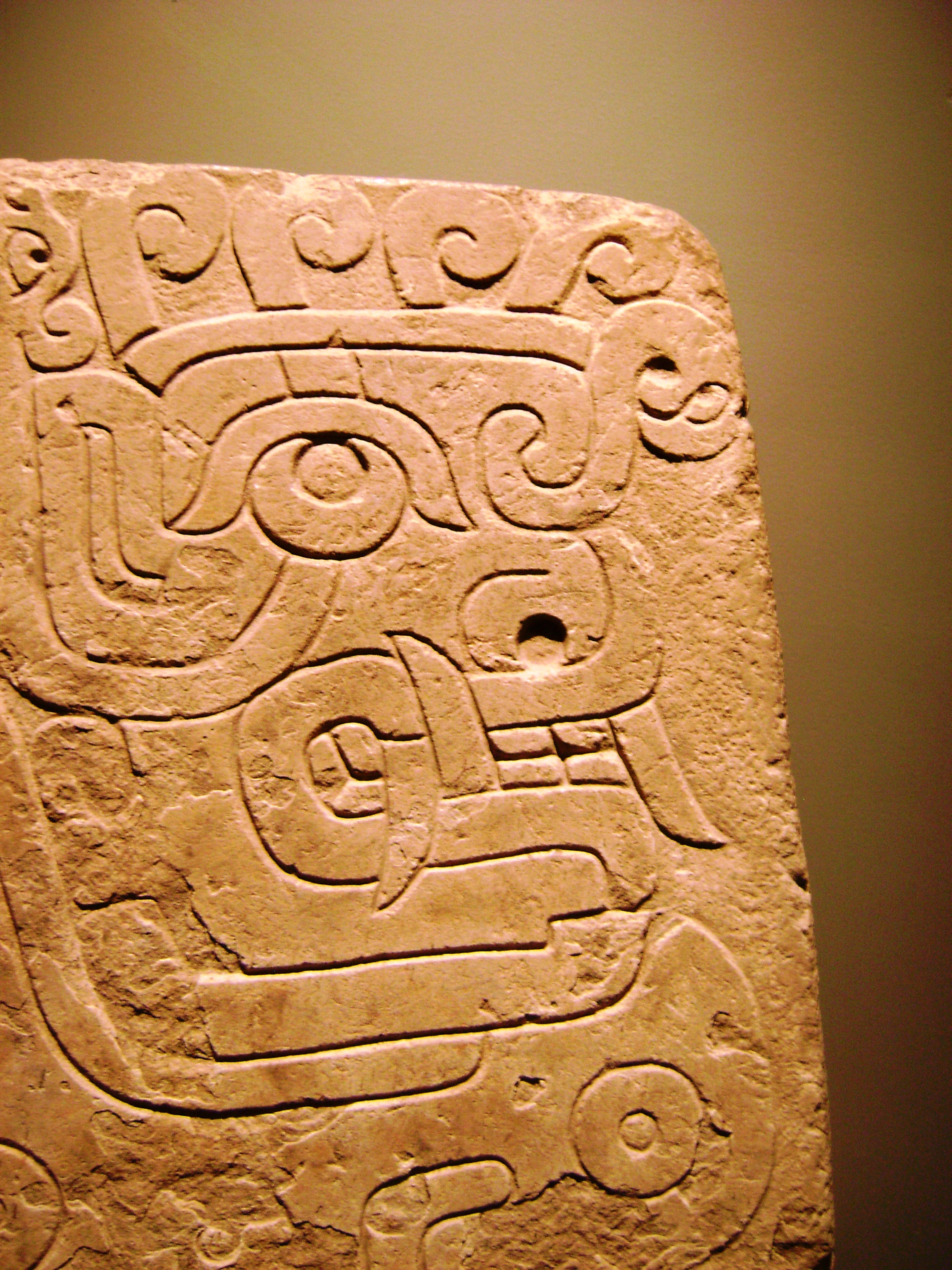
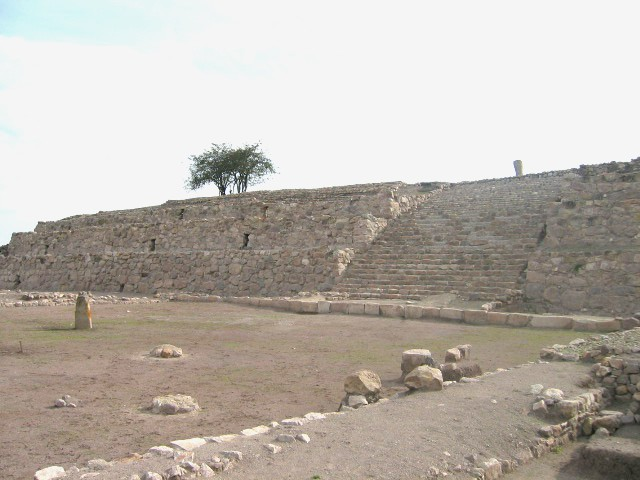
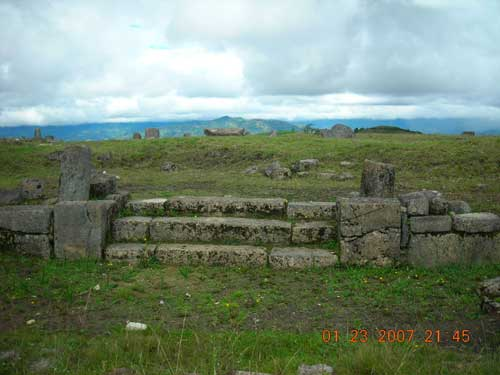
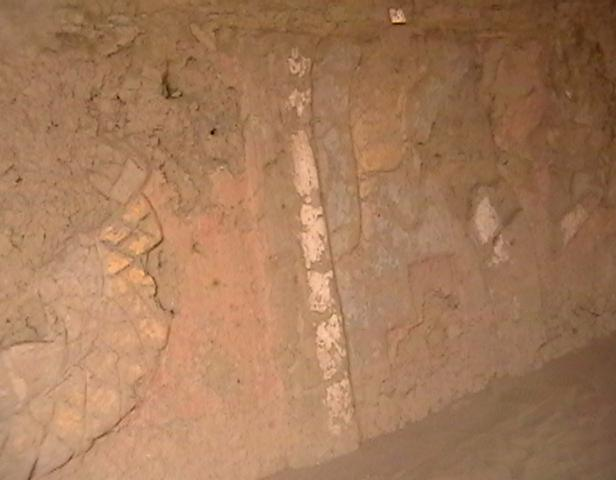
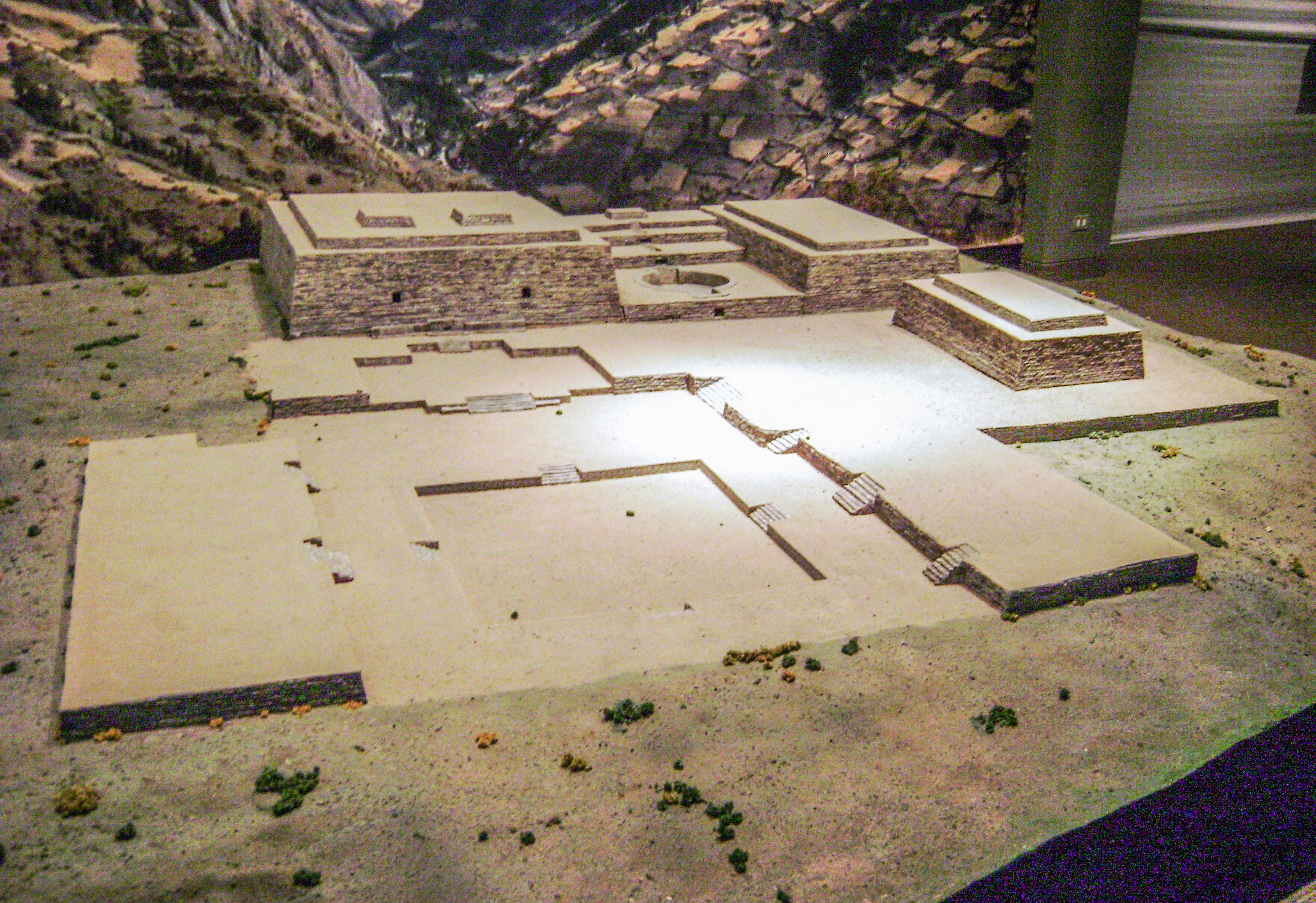

- El lanzón monolític té una longitud de 5 metres i representa una deïtat chavín. Es troba al Temple Antic (Chavín de Huántar).
- Or chavín. Museo Larco, Lima
- Or chavín
- Collaret chavín d'or
- Cap de còndor, en el Museo Nacional de Chavín de Huántar.
- Cap clavat chavín
- Els ullals estan presents en totes les arts de Chavín, inclosa l'escultura, com ara aquest cap clavat.
- Cap clavat encastat en un dels murs del temple de Chavín de Huántar.
- Estela chavín. Museu Nacional Chavín de Huántar.
- Existeixen moltes esteles chavins en les que es representen éssers mitològics, com ara aquesta.
- Estela chavín amb la imatge d'un ésser ornitològic.
- Estela chavín que representa un rostre atigrat. Museu Nacional Chavín de Huántar.
- El centre ceremonial de Kuntur Wasi, segons les últimes investigacions arqueològiques, seria una expressió prechavín, associada al culte felínic chavín. Regió de Cajamarca.
- Restes de Pacopampa, una altra expressió prechavín del Període formatiu, però va seguir sent un centre cerimonial important, i com Chavín de Huántar, també està ubicat a la regió de Cajamarca.
- Detall d'un mur chavín al jaciment arqueològic de Garagay en la regió de Lima.
- Maqueta del jaciment arqueològic de Chavín de Huántar.